# Yūji Kuroiwa
Yūji Kuroiwa (黒岩祐治, Kuroiwa Yūji) és un polític japonés i actual governador de la prefectura de Kanagawa des del 23 d'abril de 2011. Anteriorment, i abans d'entrar a la política, Kuroiwa ha treballat com a productor de contingut televisiu per a Fuji Television des de 1980 a 2009, així com també ha fet conferències a la Universitat de Waseda. L'any 2011 va decidir presentar-se a les eleccions a governador de Kanagawa, tot i ser natural de Kobe, a la prefectura de Hyogo. Des de llavors i tot i que com a candidat independent, Kuroiwa ha anat guanyant successivament les eleccions amb el suport del centre-dreta i els demobudistes. Actualment, a data del 2020, Kuroiwa es troba a la tercera legislatura del seu mandat.